# 4949 Akasofu
A 4949 Akasofu (ideiglenes jelöléssel 1988 WE) a Naprendszer kisbolygóövében található aszteroida. Takuo Kojima fedezte fel 1988. november 29-én.